# Ilex paltorioides
Ilex paltorioides är en järneksväxtart som beskrevs av Reiss. Ilex paltorioides ingår i släktet järnekar, och familjen järneksväxter. Inga underarter finns listade i Catalogue of Life.